# Ioan Bud
Ioan Bud de Budfalva (Budești) (n. 30 mai 1880 - d. 7 august 1950), s-a născut în vechea familie nobilă maramureșană Bud, a fost un politician român din Regatul Ungariei, ministru de finanțe al Regatului Ungariei între 1924 și 1928. După terminarea studiilor în drept a lucrat în cadrul Biroul Național de Statistică al Ungariei. Din 1910 a servit ca secretar adjunct pentru Ministerul Comerțului. A fost absolventul specializării în statistică din cadrul Universității din Budapesta. 
Contele István Bethlen l-a numit ministru al alimentației în 1922. După 1928 a ocupat funcția de ministru al economiei și ministru al comerțului. 